# Ya d'ar brezhoneg
Ya d'ar brezhoneg (Sí al bretó) és una campanya organitzada per l'Ofis ar Brezhoneg per a afavorir el desenvolupament del bretó a la vida quotidiana de Bretanya.
S'articula entorn de dos conjunts d'etiquetes anomenades carta o acord: un destinat a professionals i associacions i l'altre als col·lectius. Cada carta o acord s'organitza en nivells d'etiquetatge, corresponent a un nombre creixent d'objectius per completar, alguns són obligatoris, altres a escollir d'una llista de les accions proposades.

## Acord «Ya d'ar Brezhoneg» dels sectors professionals i associatius
L'acord destinat a empreses privades i a les associacions té com a objectiu promoure l'ús de la llengua bretona en la vida quotidiana dels empleats, clients o membres es va llançar el 5 d'octubre de 2001, que era originalment un simple acord de principis.

### Posada en pràctica d'un etiquetatge
Després de l'èxit del sistema d'etiqueta de la carta de col·lectivitats, s'articula en un contracte de realització d'objectius.
L'acord s'estructura en tres etiquetes temàtiques sobre diferents punts de l'univers professional:
1. "Suport a la llengua bretona", que gira al voltant de la comunicació general de l'empresa o de l'associació amb l'exterior, demana que completin cinc objectius escollits d'una llista de vint;
2. "En bretó, si us plau", que gira al voltant de la comunicació amb el client o proveïdor demana complir cinc objectius obligatoris i un sisè a escollir d'una llista de tres proposicions;
3. "Treball en bretó", que gira al voltant de la comunicació i tot el treball intern, reclama completar quatre objectius obligatoris.

### Empreses i associacions signants
Fou llançada el 5 d'octubre de 2001 a Carhaix, i 177 organismes del sector privat es van reunir per signar un acord per tal de desenvolupar l'ús del bretó per a les seves operacions diàries (senyalització, la formació dels empleats, els membrets…). Els primers signataris van ser les grans organitzacions (el CMB, la Cambra de Comerç i Indústria de Quimper…), artesans, els clubs esportius… A la fi de 2008, la campanya comptava amb 635 signataris, la meitat d'elles empreses. Pel desembre de 2011 656 empreses o associacions havien signat l'acta.

## Carta «Ya d'ar brezhoneg» de les col·lectivitats
Aquesta versió de la carta –destinada a col·lectivitats i autoritats locals com els municipis o comunitats de municipis– té com a objectiu promoure l'ús de la llengua bretona en la vida quotidiana dels ciutadans. Es tracta d'un contracte de realització d'objectius, seleccionats d'una llista de quaranta mesures proposades entre l'Oficina de la Llengua Bretona i la comunitat signatària en un període que varia d'un a tres anys depenent de les condicions del contracte.
Es va posar en marxa a Pontivy el 22 de desembre de 2004. Deu municipis hi van estar presents en aquesta reunió i els seus electes es van comprometre a realitzar almenys cinc accions seleccionades entre les 28 que el projecte de carta en aquell moment (que ara en té 40). El febrer de 2009, 98 municipis havien signat la carta Ya d'ar Brezhoneg. Pel gener de 2012 ja ho havien fet 147 municipis i 10 comunitats de municipis.

### Accions proposades
Les accions proposades eren inicialment 28, més tard se li afegiren unes altres dotze sumant un total de quaranta:
1. Posar panells bilingües a les carreteres EB10 i EB20 amb les fonts i caràcters idèntics ;
2. invitacions bilingües pels esdeveniments culturals organitzats per les alcaldies ;
3. resposta municipal bilingüe ;
4. posada de plaques del carrer bilingües ;
5. Ús d'un logotip municipal bilingüe ;
6. promoció de l'alcaldia de la carta dels sectorsp rofessionals i associatius d'empreses, comerços i associacions del municipi ;
7. formularis bilingües pels actes més corrents (matrimoni, naixement, defunció) ;
8. inscriure l'acció dins la durada amb l'ajuda de l'Oficina de la Llengua Bretona qui en assegura la supervisió;
9. senyals bilingües als ajuntaments ;
10. senyals bilingüse a altres instal·lacions municipals ;
11. posar panells de senyalització de carreteres bilingües
12. enquesta feta per l'alcaldia sobre la demanda d'ensenyament bilingüe entre els pares d'alumnes del municipi ;
13. ajuda financera o tècnica a la creació o al desenvolupament de l'ensenyament bilingüe al municipi ;
14. pàgina web municipal bilingüe ;
15. cartes de visita bilingües per als electes voluntaris ;
16. diaris amb encapçalament bilingüe ;
17. editorial del diari municipal bilingüe ;
18. invitacions bilingües per als esdeveniments no culturals organitzats per l'alcaldia ;
19. text descriptiu bilingüe del patrimoni municipal ;
20. participació del municipi a la campanya de l'Oficina de la Llengua Bretona per a la promoció de cursos de bretó per a adults ;
21. marques bilingües en el material i vehicles municipals;
22. Donar la possibilitat d'organitzar una cerimònia de casament bilingüe i informar-ne el públic;
23. que l'Oficina de la Llengua Bretona elabori un estudi toponímic del municipi a fi de realitzar una senyalització respectuosa del patrimoni lingüístic de la ciutat;
24. Enquesta sobre coneixement del bretó al municipi;
25. Finançament en la formació professional de l'aprenentatge o perfeccionament de la llengua bretona pel personal voluntari;
26. benvinguda en bretó al públic en els serveis públics municipals clarament assenyalat;
27. assistència financera a les empreses que optin per un veritable bilingüisme ;
28. Sistematització de senyals bilingües;
29. Creació d'una col·lecció de llibres en bretó a la biblioteca pública, regularment actualitzat amb noves publicacions;
30. Implementació de plaques de carrer bilingües i renovar les que ja hi ha o als carreres nous ;
31. ajut financer o tècnic per l'establiment d'un viver en bretó al municipi o a nivell intermunicipal;
32. ajut financer o tècnic a la iniciació en el bretó a les escoles del municipi;
33. ajut financer o tècnic per a la creació d'un centre d'esbarjo en bretó;
34. Consideració de les aptituds lingüístiques en la contractació;
35. introducció bilingüe en els discursos oficials;
36. convenis amb els municipis veïns per a acollir nens a classes bilingües;
37. programació anual d'espectacles en bretó al centre cultural municipal;
38. panells electrònics informatius bilingües
39. Inclusió en l'enquesta censal del coneixement del bretó a fi d'avaluar a llarg termini la política lingüística del municipi;
40. Incloure i fixar clarament el bilingüisme a les especificacions dels nous projectes de la municipalitat.

### Nivells de la carta
La carta està organitzada en nivells de certificació, cada nivell consta d'un nombre creixent d'objectiu a complir, per als quals s'imposen certs objectius. Si la col·lectivitat respon als objectius, se certifica « Ya d'ar brezhoneg » 01, 02, 03 o 04 i pot passar al següent nivell, en cas contrari, pot optar per reprendre la certificació mitjançant la signatura d'un nou contracte d'objectius amb un nou termini.
- Nivell 1:
El primer nivell de certificació compromet a la comunitat a realitzar un mínim de cinc objectius fixats entre les accions proposades. L'acció 1 és imposada, però els altres quatre es deixen a l'elecció de la col·lectivitat.
- Nivell 2:
El segon nivell de certificació compromet a la comunitat a realitzar un mínim de deu objectius fixats entre les accions proposades. Les accions 1-3 són imposades, però les altres set es deixen a l'elecció de la col·lectivitat.
- Nivell 3:
El tercer nivell de certificació compromet a la comunitat a completar un mínim de quinze objectius fixats entre les accions proposades. Les accions 1-8 són imposades, però les altres set es deixen a l'elecció de la col·lectivitat.
- Nivell 4:
El quart nivell de certificació compromet a la comunitat a realitzar un mínim de trenta objectius fixats entre les accions proposades. Les accions 1-13 i 29-35 són imposades, però les altres deu es deixen a l'elecció de la col·lectivitat.

### Col·lectivitats signants

#### Col·lectivitats de les Costes d'Armor
Una comunitat d'aglomeració, la de Lannion, i una comunitat de municipis, la de Centre Trégor, han signat la carta al segon nivell mentre que 37 municipis l'han signat a diferents nivells.
| 1r nivell - Bégard - Belle-Isle-en-Terre - Berhet - Île-de-Bréhat - Caouënnec-Lanvézéac - Coatascorn - Lanloup - Paimpol - Pédernec - Peumerit-Quintin - Ploubezre - Plouha - Ploulec'h - Ploumagoar - Plounérin - Pluzunet - Pordic - Prat - Quemperven - Tonquédec | 2n nivell - Callac - Guingamp - Hengoat - Lannion - Louargat - Penvénan - Plouézec - Ploumilliau - Pouldouran - Rostrenen - Trégrom | 3r nivell - Cavan - Plestin-les-Grèves - Plouaret - Plounévez-Moëdec - Trédrez-Locquémeau - Trégastel |

#### Col·lectivitats del Finisterre

mapa dels municipis participants en la carta al Finisterre
Carta de nivell 1
Carta de nivell 2
Carta de nivell 3
Carta de nivell 4
Municipis lligats per l'intercomunitat

Una comunitat urbana, la de Brest, i cinc comunitats de municipis, les del Pays d'Iroise, de la Baie du Kernic, de Quimperlé, du Poher i de Plabennec han signat la carta al primer nivell les tres primeres i el segon nivell les altres. Seixanta-sis municipis han signnat la carta en diferents nivells i a títol individual. Endemés, uns altres 28 municipis han decidit atendre certs objectius de nivell un per raó de la signatura de la carta per les comunitats de municipis de les que depenen.
| 1r nivell - Baye - Brest - Châteauneuf-du-Faou - Coat-Méal - Combrit - Crozon - Le Folgoët - Guilvinec - Guipavas - Landéda - Lanildut - Lannilis - Locmaria-Plouzané - Locunolé - Loperhet - Mellac - Morlaix - Peumerit - Plomeur - Plouarzel - Ploudaniel - Plougonvelin - Plouguin - Plounéour-Trez - Plozévet - Porspoder - Le Relecq-Kerhuon - Roscoff - Saint-Évarzec - Saint-Martin-des-Champs - Saint-Méen - Saint-Pabu - Saint-Yvi - Scaër - Spézet - Tréglonou - Tréméven - Tréouergat | 2n nivell - Bourg-Blanc - Briec - Brignogan-Plages - Le Conquet - Douarnenez - Gouesnou - Guimaëc - Guissény - Le Juch - Kerlouan - Landrévarzec - Lesneven - Locronan - Loc-Brévalaire - Milizac - Moëlan-sur-Mer - Ouessant - Penmarc'h - Plabennec - Plomelin - Plouguerneau - Plourin-lès-Morlaix - Plouvien - Plouzané - Pluguffan - Pont-l'Abbé - Pouldergat - Querrien - Quimper - Quimperlé - Riec-sur-Belon - Saint-Jean-Trolimon - Saint-Pol-de-Léon - Saint-Thégonnec - Santec - Le Trévoux | 3r nivell - Landerneau - Plougastel-Daoulas 4t nivell - Carhaix-Plouguer Lligats per les comunitats de comunes - BMO : - Bohars - Guilers - COCOPAQ : - Arzano - Bannalec - Clohars-Carnoët - Guilligomarc'h - Rédené - Saint-Thurien - CCPI : - Brélès - Guipronvel - Lampaul-Plouarzel - Lampaul-Ploudalmézeau - Landunvez - Lanrivoaré - Île-Molène - Ploudalmézeau - Ploumoguer - Plourin - Saint-Renan - Trébabu | - Poher : - Cléden-Poher - Kergloff - Motreff - Plounévézel - Poullaouen - Saint-Hernin - CCPA : - Le Drennec - Kersaint-Plabennec |

#### Col·lectivitats d'Ille i Vilaine
Cap comunitat de municipis ha signat la carta a aquest departament. Només tres municipis l'han signat:
1r nivell
- Rennes

2n nivell
- Bruz
- Redon

#### Col·lectivitats de Loira Atlàntic
Cap comunitat de municipis ha signat la carta a aquest departament. Només quatre municipis l'han signat:
1r nivell
- Guérande
- Pornic
- Nantes
- Saint-Herblain

#### Col·lectivitats del Morbihan
Han signat la carta dues comunitats d'aglomeració, la de Vannes al primer nivell i la de Lorient al segon nivell. També l'han signat 27 municipis a diferents nivells i a títol individual. Endemés, uns 17 municipis més han d'atendre certs objectius de nivel u de la carta per la seva pertinença a l'aglomeració de Vannes.
| 1r nivell - Bignan - Le Bono - Caudan - Guidel - Lauzach - Noyal-Pontivy - Ploeren - Plouay - Pont-Scorff - Theix | 2n nivell - Carnac - Cléguérec - Hennebont - Lanester - Langonnet - Locmariaquer - Lorient - Plescop - Ploemeur - Pluvigner - Pontivy - Le Saint - Saint-Avé - Sarzeau - Séné - Vannes | 3r nivell - Quéven | Lligats per la comunitat de municipis - Arradon - Baden - Elven - Le Hézo - Île-aux-Moines - Île d'Arz - Larmor-Baden - Meucon - Monterblanc - Noyalo - Plougoumelen - Saint-Nolff - Sulniac - Surzur - Trédion - Treffléan - La Trinité-Surzur |